# باتانوفتسی
باتانوفتسی شهری در استان پرنیک کشور بلغارستان است که جمعیت آن در سال ۲۰۰۱ میلادی ۲٬۴۴۷ نفر بوده‌است.